# LOVElution
LOVElution (Tiếng Hàn: 러블루션; Romanja: Reobeullusyeon) là nhóm nhỏ thứ ba của nhóm nhạc nữ Hàn Quốc tripleS, ra mắt bởi MODHAUS vào năm 2023. Nhóm bao gồm 8 thành viên  SeoYeon, HyeRin, YuBin, Kaede, DaHyun, Nien, SoHyun, and Xinyu. LOVElution ra mắt vào ngày 17 tháng 8 năm 2023, với đĩa mở rộng <ↀ> (Đọc là 무한; Romanja: Muhan).

## Lịch sử

### Trước khi ra mắt
Vào ngày 18 tháng 2 năm 2022, Modhaus thông báo rằng họ sẽ ra mắt "nhóm nhạc nữ có sự tham gia của người hâm mộ" đầu tiên trên thế giới và nhóm sẽ bắt đầu ra mắt vào nửa đầu năm nay. Nhóm được dẫn dắt bởi CEO Jaden Jeong, người từng làm việc với các công ty như JYP Entertainment, Woollim Entertainment, Sony Music Korea và Blockberry Creative.

### 2023 - nay: Ra mắt với <ↀ>và lưu diễn [Authentic]

#### Ra mắt với <ↀ>
Ngày 20 tháng 4 năm 2023, Fourth Gravity, còn gọi là Second Grand Gravity, được tổ chức. Người hâm mộ sẽ bình chọn cho đưa các thành viên vào hai nhóm nhỏ thứ ba và thứ tư của tripleS là EVOLution và LOVElution từ ngày 21 tới 30 tháng 4. S15 và S16 (lúc đó chưa được công bố), đã được chia vào hai nhóm từ trước để tạo thành hai nhóm nhỏ tám thành viên. Kết quả là JiWoo, ChaeYeon, YooYeon, SooMin, NaKyoung, Kotone và YeonJi được phân vào EVOLution, trong khi SeoYeon, HyeRin, YuBin, Kaede, DaHyun, Nien và SoHyun trở thành thành viên của LOVElution. 
Ngày 22 tháng 4, YuBin được tiết lộ là thành viên đầu tiên của LOVElution, tiếp theo là SeoYeon ngày 23, Kaede ngày 24, DaHyun ngày 25, SoHyun ngày 26, HyeRin ngày 27 và Nien ngày 28. Phần thứ hai của Gravity sẽ quyết định thứ tự ra mắt của hai nhóm nhỏ. Vào ngày 1 tháng 5, LOVElution được quyết định sẽ ra mắt trước. 
Ngày 26 tháng 6, Xinyu được giới thiệu cùng LOVElution qua SIGNAL tập 303, dù bị làm mờ để giữ bí mật. Ảnh teaser của cô được tung ra ngày 30 tháng 6 và Xinyu chính thức được công bố là S15 và là thành viên cuối cùng của LOVElution ngày 2 tháng 7.
Ngày 7 và 11 tháng 8, hai teaser cho M/V "Girls' Capitalism" được tung ra, lần lượt là 'ℂool Ver.' và 'ↁivine Ver.'. LOVElution chính thức ra mắt với M/V cho bài hát "Girls' Capitalism" được phát hành vào ngày 17 tháng 8, đồng thời với mini album đầu tiên <ↀ> được ra mắt trên các nền tảng nhạc số.
LOVElution kết thúc quảng bá ngày 14 tháng 10 năm 2023. Khác với Acid Angel from Asia và +(KR)ystal Eyes, nhóm sẽ không tan rã cho dù doanh số album không vượt qua 100,000 bản, theo như SeoYeon thông báo trong showcase của nhóm. 

#### Lưu diễn với [Authentic]
Ngày 28 tháng 7, trên Twitter (bây giờ là X) của nhóm đã đăng tải tweet về thông tin đầu tiên về chuyến lưu diễn vòng quanh thế giới đầu tiên của nhóm [Authentic], với chặng đầu tiên là tại Hoa Kỳ, bắt đầu từ ngày 24 tháng 9 tới 14 tháng 10 của nhóm nhỏ LOVElution. Vé concert được mở bán sau đó, vào ngày 31 tháng 7.
Theo kế hoạch, sẽ có 10 thành phố là điểm đến: Atlanta, Reading, Chicago, New York City, Tysons, Akron, Kansas City, Houston, Fort Worth và Los Angeles. Tuy nhiên vào ngày 14 tháng 9, MODHAUS, công ty chủ quản của nhóm, đã thông báo rằng chặng tại thành phố Reading, Pennsylvania đã bị hủy. 

## Thành viên
| Nghệ danh    | Nghệ danh | Số thứ tự | Tên khai sinh | Tên khai sinh | Tên khai sinh | Tên khai sinh   | Ngày sinh         | Nơi sinh                            | Quốc tịch         |
| Latinh       | Hangul    | Số thứ tự | Latinh        | Hangul        | Hanja         | Hán-Việt        | Ngày sinh         | Nơi sinh                            | Quốc tịch         |
| Yoon Seoyeon | 윤서연    | S1        | Yoon Seo-yeon | 윤서연        | 尹舒姸        | Doãn Thư Nghiên | 6 tháng 8, 2003   | Jung, Daejeon, Hàn Quốc             | Hàn Quốc          |
| Jeong Hyerin | 정혜린    | S2        | Jeong Hye-rin | 정혜린        | 鄭慧潾        | Trịnh Huệ Lân   | 12 tháng 4, 2007  | Hwanggeum, Suseong, Daegu, Hàn Quốc | Hàn Quốc          |
| Gong Yubin   | 공유빈    | S8        | Gong Yu-bin   | 공유빈        | 孔裕彬        | Khổng Dụ Bân    | 3 tháng 2, 2005   | Giheung, Yongin, Gyeonggi, Hàn Quốc | Hàn Quốc          |
| Kaede        | 카에데    | S9        | Yamada Kaede  | 야마다 카에데 | 山田楓        | Sơn Điền Phong  | 20 tháng 12, 2005 | Toyama, Nhật Bản                    | Nhật Bản          |
| Seo Dahyun   | 서다현    | S10       | Seo Da-hyun   | 서다현        | 徐多賢        | Từ Đa Hiền      | 8 tháng 1, 2003   | Suyeong, Busan, Hàn Quốc            | Hàn Quốc          |
| Nien         | 니엔      | S13       | Hsu Nien Tzu  | 쉬니엔츠      | 許念慈        | Hứa Niệm Từ     | 2 tháng 6, 2003   | Đài Bắc, Đài Loan                   | Đài Loan Việt Nam |
| Park Sohyun  | 박소현    | S14       | Park So-hyun  | 박소현        | 朴昭玹        | Phác Chiêu Hiền | 13 tháng 10, 2002 | Hàn Quốc                            | Hàn Quốc          |
| Xinyu        | 신위      | S15       | Zhou Xin Yu   | 저우신위      | 周心语        | Châu Tâm Ngữ    | 25 tháng 5, 2002  | Bắc Kinh, Trung Quốc                | Trung Quốc        |

## Danh sách đĩa nhạc

### Đĩa mở rộng
| Tên | Chi tiết | Vị trí xếp hạng cao nhất | Doanh số      |
| Tên | Chi tiết | KOR                      | Doanh số      |
| --- | --- | ------------------------ | ------------- |
| ↀ   | - Phát hành: 17 tháng 8, 2023 - Hãng đĩa: Modhaus - Phân phối: Kakao Entertainment - Định dạng: CD, tải trực tuyến, streaming | 14                       | - KOR: 35,587 |

### Đĩa đơn
| Tên                                                    | Năm  | Vị trí xếp hạng cao nhất | Album |
| Tên                                                    | Năm  | KOR                      | Album |
| ------------------------------------------------------ | ---- | ------------------------ | ----- |
| "Girls' Capitalism"                                    | 2023 | _                        | ↀ     |
| "_" thể hiện đĩa đơn không xếp hạng trên bảng xếp hạng |      |                          |       |

## Danh sách video

### Video âm nhạc
| Tên                 | Năm  | Đạo diễn                   | Tham khảo   |
| ------------------- | ---- | -------------------------- | ----------- |
| "Girls' Capitalism" | 2023 | Oh Ji-won (Undermood Film) | [ 8 ] [ 9 ] |